# Синэмидиды
Синэмидиды (лат. Sinemydidae) — семейство вымерших черепах из клады Eucryptodira подотряда скрытношейных (Cryptodira), живших во времена верхнеюрской — палеоценовых эпох (163,5—56,8 млн лет назад). Ископаемые остатки известны из отложений Азии и Северной Америки.

## Классификация
По данным сайта Paleobiology Database, на август 2019 года в семейство включают 10 вымерших родов:
- Dracochelys Gaffney & Ye, 1992 — Дракохелис[1]
- Hongkongochelys Ye, 1999
- Jeholochelys Shao et al., 2018
- Liaochelys Zhou, 2010
- Manchurochelys Endo & Shikama, 1942
- Ordosemys Brinkman & Peng, 1993
- Sinemys Wiman, 1930typus
- Wuguia Matzke et al., 2004
- Xiaochelys Zhou & Rabi, 2015
- Yumenemys Bohlin, 1953

Некоторые роды, ранее относимые к этому семейству, перенесены в семейство Macrobaenidae.